# Kurt Warnekros
Kurt Warnekros (15 novembre 1882-30 septembre 1949 à Paris) était un médecin et gynécologue allemand. Il est connu pour avoir pratiqué, en 1930, l'une des premières opérations cliniques de changement de sexe sur un être humain.

## Opérations de 1930
Il a opéré à trois reprises, en 1930, l'artiste féminine Lili Elbe (né Einar Wegener, époux de la dessinatrice Gerda Wegener), qui mourut en 1931 des suites de ces opérations.